# چپو مورلی
چپو مورلی (به ایتالیایی: Ceppo Morelli) یک کومونه در ایتالیا است که در استان وربانو-کوزیو-اوسولا واقع شده‌است.

## خصوصیات
چپو مورلی ۴۰٫۰ کیلومترمربع مساحت و ۳۸۴ نفر جمعیت دارد و ۷۹۳ متر بالاتر از سطح دریا واقع شده‌است.